# Lombardo della Torre
Lombardo della Torre (Milano, ... – Biella, 9 aprile 1343) è stato un arcivescovo cattolico italiano.

## Biografia
Nato nell'ultimo quarto del XIII secolo,  era figlio di Raimondo della casata dei Torriani signori di Milano.
Fu canonico del Duomo di Milano e successivamente Arciprete del Duomo di Monza dal 15 agosto 1309 al dicembre del 1328. Soggiornò sporadicamente a Monza reggendo l'arcipretura monzese tramite vicari generali tra cui nel 1325 si annovera il canonico Giovanni Visconti che diventerà prima vescovo di Novara e poi arcivescovo e signore di Milano.
Tra il 5 e il 9 luglio 1311 prese parte al concilio provinciale indetto a Bergamo dall'arcivescovo di Milano Cassone della Torre.
Lombardo della Torre, di parte guelfa, a seguito della perdita di potere della sua famiglia su Milano,  si rifugiò in Friuli dove divenne canonico di Aquileia e dove già nel 1273 Raimondo della Torre, suo parente, era stato patriarca.
Successivamente fu nominato cappellano pontificio da Giovanni XXII; il 16 febbraio 1328 fu eletto dal capitolo vescovo di Vercelli succedendo al defunto vescovo Uberto Avogadro ma solo l'anno successivo si insediò in quella sede. Questa elezione si inseriva nel panorama generale dei delicati e precari equilibri politici provocati dalle fazioni dei guelfi e dei ghibellini, e in quello particolare della lotta per il potere tra le famiglie milanesi dei Torriani e dei Visconti. Infatti Lombardo della Torre dovette lasciare ben presto la sede episcopale di Vercelli per stabilirsi a Biella dove morì il 9 aprile 1343. Fu sepolto nella chiesa di Sant'Eusebio.